# Charbonnage de Monceau Fontaine
La Société Anonyme des Charbonnages de Monceau-Fontaine à Monceau-sur-Sambre a été la plus importante de tout le bassin minier de l'arrondissement administratif de Charleroi. Portée sur les fonts baptismaux par la "Société générale pour favoriser l'industrie nationale", elle a illustré pendant 150 ans les ambitions industrielles de sa marraine devenue entre-temps Société générale de Belgique. Cette société fut rachetée par le groupe Brederode. Elle deviens ensuite la société Monceau-Zolder.
Le sceau de la société est constitué de deux ellipses concentriques contenant ce libellé. Monceau-Fontaine était donc plus une société qu'un charbonnage. La société, en abrégé Charbonnage de Monceau Fontaine a exploité plusieurs puits profonds de plus de 1 000 mètres, dont le no 19 qui figure parmi les le plus profonds d'Europe.

## Histoire

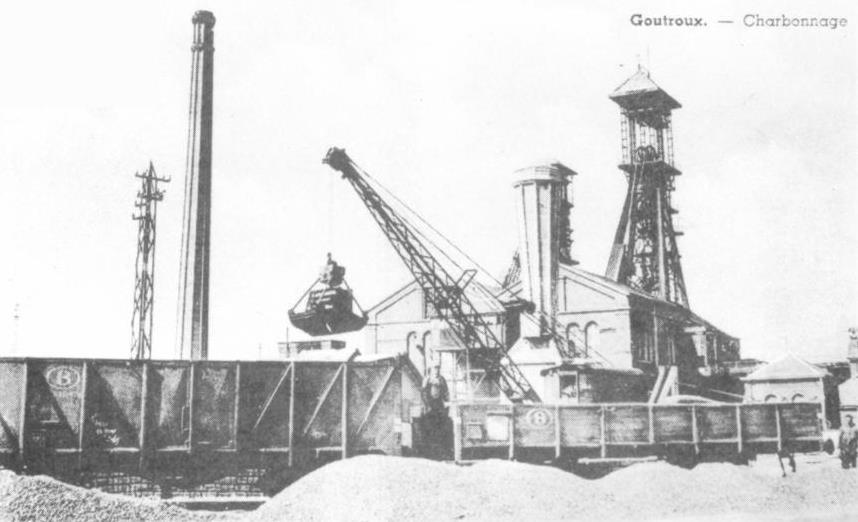
Le charbonnage no 14 en fonctionnement.

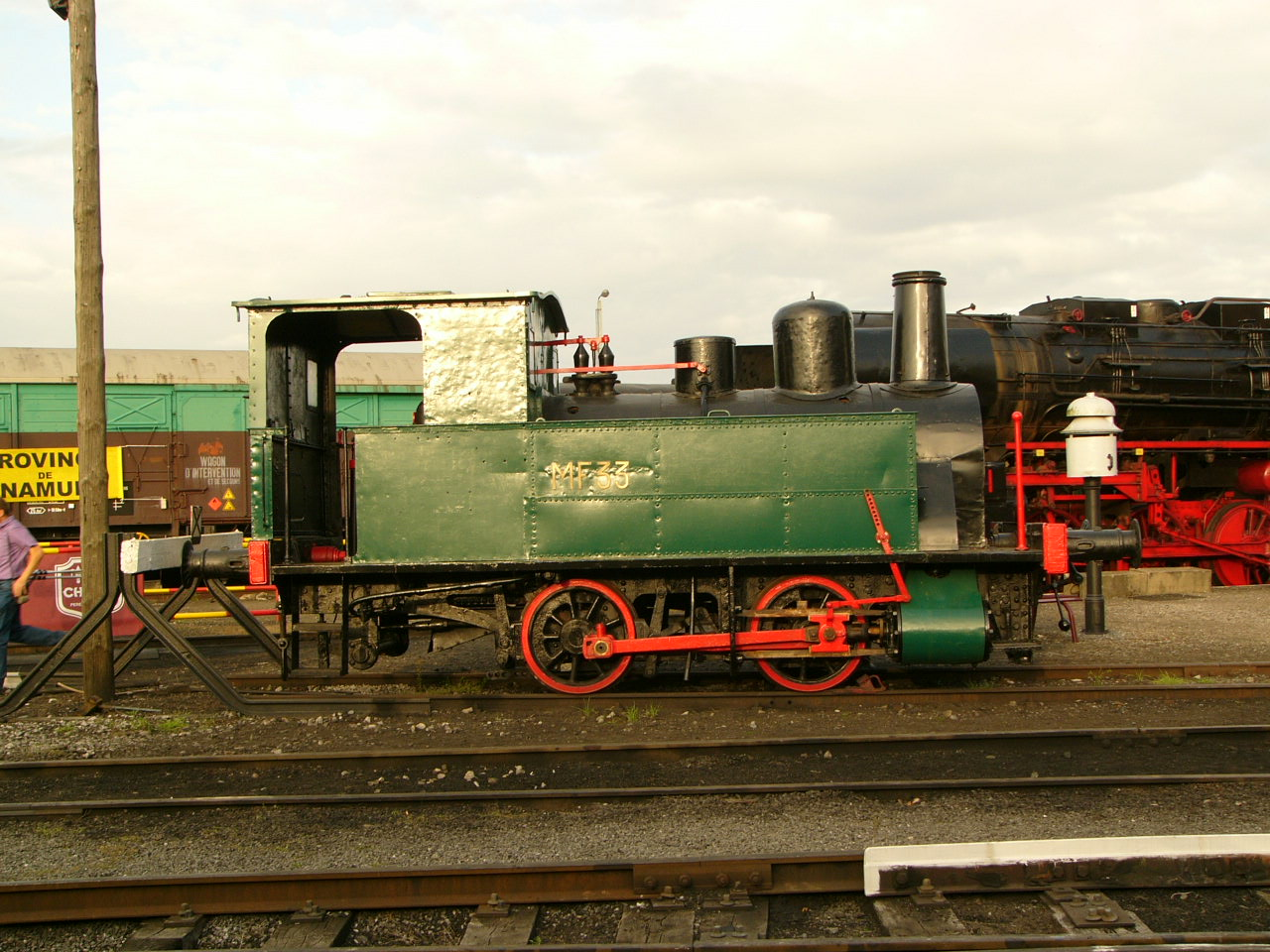
Locomotive tender MF-33 de 1911 utilisée par le chemin de fer du charbonnage Monceau-Fontaine.

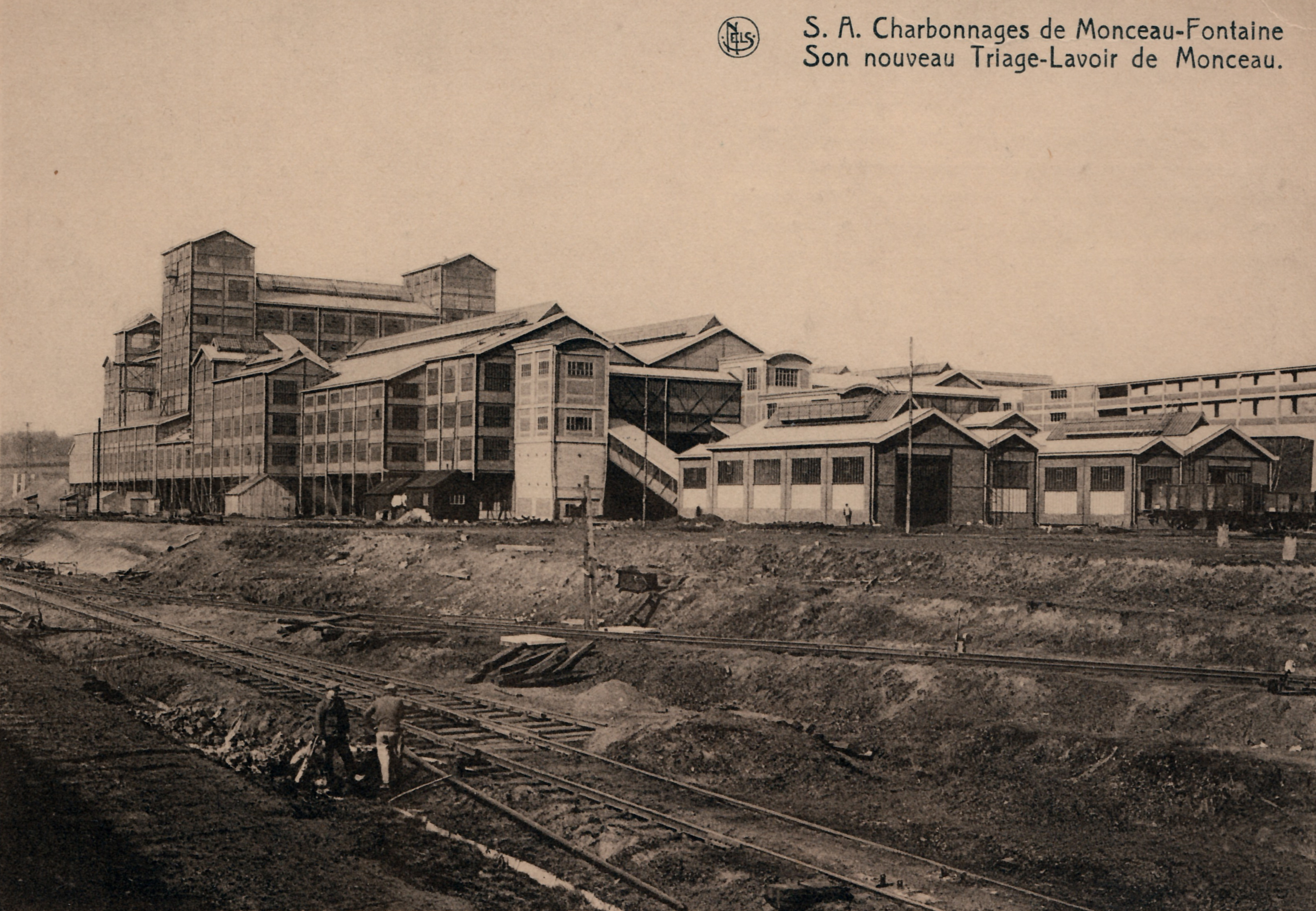
Triage-lavoir construit en 1932 à Monceau-sur-Sambre.

Des exploitations par puits sont déjà effectuées en 1721 sous Monceau-sur-Sambre. Le 13 octobre 1721 une autorisation est donnée pour l'exploitation des veines de charbon appelées "Try delle Pairotte" à Monceau-sur-Sambre. D'autres autorisations sont accordées en 1722 pour exploiter par puits sur le territoire de Roux, le 13 octobre 1756 sous la commune de Fontaine-l'Évêque, le 15 novembre 1786 sous la commune de Forchies.
En 1804, l'ancien seigneur de Monceau, Charles-Alexandre de Gavre forme avec des associés exploitant des cayats (mines artisanales peu profondes) la Société de Monceau-Fontaine. Par 5 requêtes différentes, du 5 brumaire (27 octobre 1804) au 27 août 1813, la société demande la "maintenue" de la concession et la concession nouvelle de mines de houille sous les communes voisines de Monceau : Fontaine-l'Évêque, Forchies-la-Marche, Jumet, Marchienne, Landelies, Souvret et Courcelles. La concession demandée est si vaste que les réactions des concurrents retardent la constitution officielle de la société.
Le 9 juin 1836, la société est constituée devant Maître Cappier, notaire à Bruxelles, avec le concours de la "Société générale pour favoriser l'industrie nationale". Le 8 janvier 1846, au moment de la ratification par arrêté royal de la constitution de la société, la concession comprend 1 748 ha.

### Fusion avec le Martinet
Le 7 février 1852, devant Me Annez, notaire à Bruxelles, elle fusionne avec le Charbonnage du Martinet (fondé le 18 septembre 1806, tombé en faillite en 1850 et racheté le 10 mai 1851 par M. Ferdinand Spitaels, 348 ha de concession sous Roux et Monceau), et devient par la même occasion Société Anonyme des Charbonnages de Monceau Fontaine et du Martinet.
Durant les 10 années suivantes, différentes rectifications de limites de concessions sont réalisées avec les sociétés suivantes : le Charbonnage de Bayemont, le Charbonnage d'Amercoeur et le Charbonnage des Propriétaires Réunis.
Le 22 avril 1869, un arrêté royal accorde une extension de 250 ha sous les communes de Fontaine-l'Évêque et Anderlues. À ce moment, la superficie totale de la concession est de 2 320 ha.

### Fusion avec Piéton-Centre
Le 3 février 1874, devant Me Dedoncker, notaire à Bruxelles, la fusion avec la Compagnie du Charbonnage de Piéton Centre apporte un complément de 625 ha à la concession. La Société de Piéton avait été constituée le 7 juin 1830 devant Me Pletain, notaire à Mons. La concession d'une superficie de 392 ha s'étendait sous Piéton et Anderlues. Par arrêté royal du 26 mars 1860, elle avait été étendue sous Piéton, Chapelle-lez-Herlaimont et Trazegnies, par l'acquisition de 65 ha. Le 29 décembre 1869, suivant acte passé devant Me Cornil, notaire à Charleroi, était fondée la Cie du Charbonnage de Piéton Centre par fusion avec la Société Charbonnière du Bois des Vallées, concession de 168 ha s'étendant sous Carnières et Piéton, constituée par arrêté royal du 25 décembre 1842 devant Me Frère, notaire à Charleroi.
Ainsi, vers 1880, la Société Anonyme des Charbonnages de Monceau-Fontaine et du Martinet occupe une superficie de 2 945 ha, s'étend sous onze communes (Roux, Monceau-sur-Sambre, Marchienne, Landelies, Fontaine-l'Évêque, Courcelles, Souvret, Forchies-la-Marche, Anderlues, Piéton et Carnières). La Société possède alors neuf sièges d'extraction dont six, les no 3, no 4, no 10, no 11 et no 14 sont en activité ; un, le no 17, en préparation et deux en réserve, les no 12 et no 16. 
Les techniques et les matières évoluent.

### Extension vers Forchies et Carnières
Le 8 décembre 1885, par devant Me Van Halteren, notaire à Bruxelles, est réalisée la fusion de la S.A. du Charbonnage de Monceau-Fontaine et du Martinet avec la S.A. de Forchies d'une superficie de 196 ha. Cette société avait été constituée le 6 février 1883 par l'apport d'une partie de la concession de la Société civile de Bascoup, sous Trazegnies, Piéton, Forchies-la-Marche et Souvret.
Le 27 avril 1890, la S.A. du Charbonnage de Monceau-Fontaine et du Martinet achète une part de 80 ha de la concession du Charbonnage de Carnières-Sud et Viernoy. Ce charbonnage est né le 27 septembre 1836 par la constitution d'une société en vue de l'exploitation de la concession de Saint-Éloy sous Carnières. À cette société primitive est venue s'ajouter, en 1880, la concession du Charbonnage du Viernoy sous Anderlues avec toutes ses dépendances. En 1890, la société est liquidée et sa concession partagée entre les charbonnages de Mariemont, d'Anderlues et de Monceau-fontaine.

### Fusion avec Marchienne
En 1897, un arrêté royal accorde une extension de 307 ha sous les communes de Fontaine-l'Évêque, Leernes, Landelies, Monceau-sur-Sambre et Montigny-le-Tilleul. Le 17 janvier 1908, suivant acte passé devant Mes Van Halteren et Dubost, notaires à Bruxelles, la S.A. du Charbonnage de Marchienne, en liquidation, est englobée par la Société Anonyme de Monceau-Fontaine et du Martinet qui devient la S.A. des Charbonnages de Monceau-Fontaine, nom qu'elle gardera désormais.
Le Charbonnage de Marchienne résultait de la fusion des : 
- Charbonnages de la Réunion, fondés le 2 janvier 1824 ; leur concession avait une superficie de 1 122 ha et s'étendait sous Marcinelle et Montignies-le-Tilleul ;
- Charbonnages des Propriétaires Réunis dont la concession de 87 ha s'étendait sous Marchienne, qui avaient été constitués le 21 novembre 1838 et annexés aux Charbonnages de la Réunion en 1874 ;
- Charbonnages de Saint-Martin dont la concession de 264 ha s'étendant sous Marchienne-au-Pont et Montignies-le-Tilleul avait été accordée à la Vve de Cartier de Marchienne par arrêté royal du 29 décembre 1824 et avait été fusionnée avec les Charbonnages de la Réunion le 28 mai 1880 par acte passé devant Me Éloy, notaire à Bruxelles, portant ainsi à 1 473 ha la superficie des Charbonnages de la Réunion.

En 1884, cette société est dissoute et sa concession partagée en deux parties : 
- 923 ha sont rattachés à la concession de la S.A. des Charbonnages de Marcinelle-Nord ;
- les 550 ha restants s'étendant sous Marchienne-au-Pont, Marcinelle, Mont-sur-Marchienne et Montigny-le-Tilleul forment le champ d'exploitation d'une nouvelle société, constituée le 30 décembre 1884 par acte passé devant Me Van Halteren, la S.A. du Charbonnage de Marchienne, exploitant un seul siège appelé « Providence », qui deviendra plus tard le siège no 18 de Monceau-Fontaine.

### Fusion avec Marcinelle-Nord
En 1930, indépendamment du bureau central et des magasins généraux (qui se trouvent à l'emplacement de l'ancien siège no 2 à Monceau-sur-Sambre), et du siège no 3 du Martinet qui sert à l'épuisement, Monceau-Fontaine possède les sièges d'exploitation suivants : no 4 à Monceau-sur-Sambre ; no 8 et 10 à Forchies ; no 14 à Goutroux ; no 16 et 17 à Piéton ; no 18 et 19 à Marchienne. La concession, d'une superficie de 4 083 Ha s'étend sur 18 communes. L'extraction de 1929 s'élève à 800 000 t, le nombre d'ouvriers occupés étant de 4 871.
C'est le 30 octobre 1931 qu'est réalisée devant Me Scheyven, notaire à Bruxelles, la fusion des Charbonnages de Monceau-Fontaine avec la S.A. des Charbonnages de Marcinelle-Nord, société en liquidation dont la concession de 2 317 Ha s'étend sous Marchienne-au-Pont, Montigny-le-Tilleul, Mont-sur-Marchienne, Marcinelle, Charleroi, Montignies-sur-Sambre, Couillet, Bouffioulx, Loverval, Acoz, Joncret et Gerpinnes.
Historique de Marcinelle-Nord
Les premières demandes de concession de mines de houille sur le territoire de Marcinelle paraissent intimement liées à l'apparition et au développement de l'industrie métallurgique du sud de la Sambre. En 1818, Paul-François Huart-Chapel, maître de forges à Charleroi, demande la concession de mines de houille gisantes sous Marcinelle. Le 8 juin 1830, est constituée une société groupant le Charbonnage de Marcinelle, les Usines des Hauchies (où un haut fourneau est érigé) et les Usines Métallurgiques du Hainaut. Le 20 juin 1835, cette société est érigée en S.A. des Hauts Fourneaux, Usines et Charbonnages de Marcinelle et Couillet qui durera jusqu'en 1906.
En 1865, les actes du Conseil de la Société de Marcinelle et Couillet renseignent que « le Charbonnage de Marcinelle-Nord comprend une étendue superficielle de 745 Ha concédés de fond en comble, sur lesquels sont établis six sièges d'exploitation dont quatre sont aujourd'hui en exploitation », à savoir : 
- le puits no 3 abandonné comme siège d'extraction en 1848 et aménagé pour l'exhaure en 1857
- le puits no 5 dont les travaux sont établis aux niveaux de 136 m, 180 m et 250 m
- le puits no 6 qui exploite au niveau de 150 m des veines très grisouteuses à dégagements instantanés
- le puits no 10, qui sera rebaptisé en 1931 par Monceau-Fontaine no 23 Cerisier, et dont l'exploitation, provisoirement arrêtée, sera reprise en 1866
- le puits no 12 dont l'enfoncement, commencé le 23 aout 1861, qui exploite des couches assez fortement grisouteuses.

Le 27 juillet 1882, suivant acte passé devant Me Bodson, notaire à Charleroi, la Société de Marcinelle et Couillet achète en vente publique la concession des Fiestaux à Couillet, d'une contenance de 291,5 Ha. Cette dernière concession avait été accordée par arrêté royal du 21 juillet 1827 à Louis-Lambert-Joseph Schohier, domicilié à Jamioulx.
Le creusement du puits Sainte-Marie-des-Fiestaux date de 1840 ; en 1931, ce puits sera rebaptisé par Monceau-Fontaine no 24. En plus de ce puits, la concession des Fiestaux comprenait, lors de la fusion de 1882, huit anciens sièges abandonnés qui ont tous exploité la « Grande Veine des Fiestaux ».
Le 16 janvier 1884, devant Me Delefortrie, notaire à Bruxelles, les Charbonnages de Marcinelle-Nord : 
- reprennent une partie de la concession de la S.A. des Charbonnages de la Réunion en liquidation, soit 922 Ha supplémentaires à exploiter sous les communes de Marcinelle, Mont-sur-Marchienne et Montigny-le-Tilleul
- se voient accorder « le droit d'exploiter, par le puits Conception, en dehors de la partie de concession apportée, et aussi longtemps que la Société de Marcinelle le jugera convenir, les couches de houille gisant au couchant de ce puits, dans les anciennes concessions de la Réunion et de Saint-Martin, jusqu'à la profondeur de 506 m ». C'est un des cas, fort rares dans le bassin de Charleroi, de concessions superposées.

Situation de Marcinelle-Nord vers 1885
- La section de Marcinelle comprend les sièges d'extraction no 6, 11 et 12 et le siège en préparation no 5. L'exhaure est effectué par le puits no 3 et par une machine d'épuisement placée au siège no 5. Tous les puits sont reliés par des chemins de fer à petite section à une station de triage central, de lavage des charbons et de fabrication du coke. Les ateliers généraux, magasins et chantiers de bois se trouvent à proximité du triage central.
- La section de Mont-sur-Marchienne comporte le siège d'exploitation no 9 (Conception), l'ancien siège Saint-Joseph affecté à l'exhaure par cages et le puits d'épuisement de Forêt. Les installations comprennent un atelier de triage et une fabrique de coke. Les produits sont évacués par deux plans inclinés et ensuite par chemin de fer (gare de La Sambre).
- La section des Fiestaux est formée par le puits no 4 (Sainte-Marie des Fiestaux), situé sur les hauteurs qui dominent la station de chemin de fer de Couillet. Les charbons sont amenés à un atelier de triage, raccordé à la gare de Couillet-Montignies et au rivage de la Sambre.

Après des sondages prometteurs, le 12 janvier 1921, Marcinelle-Nord obtient la concession des mines de houille, soit 326 Ha gisant sous les communes de Couillet, Bouffioulx, Loverval, Acoz, Gerpinnes et Joncret. Enfin, le 3 octobre 1922, une petite rectification de limite avec le Charbonnage du Bois du Cazier porte la superficie totale à 2 317 Ha. En 1930, à la veille de la fusion avec Monceau-Fontaine, la S.A. des Charbonnages de Marcinelle-Nord exploite son gisement par cinq puits : 
- À Couillet, le no 4 Fiestaux et le no 5 Blanchisserie mis en creusement en 1910
- À Marcinelle, le no 10 Cerisier dont l'étage d'extraction est à 1 078 m, le no 11 qui exploite à 956 m et le no 12 à 1 058 m.

### Fusion avec le Nord de Charleroi
En 1933, la production des 12 puits des Charbonnages de Monceau-Fontaine dépasse 1 000 000 tonnes.
En 1939, les productions cumulées des Charbonnages de Monceau Fontaine et des Charbonnages du Nord de Charleroi atteignent 2 060 300 tonnes, soit 6,9 % du total belge.
Durant la Seconde Guerre mondiale, la production régresse pour ne remonter qu'à partir de 1945, il faut reconstruire et relancer la production pour gagner "la bataille du charbon". En 1947, s'opère la fusion avec la S.A. des Charbonnages du Nord de Charleroi, dont la concession de 928 ha court sous Courcelles, Souvret, Roux, Monceau, Fontaine-l'Évêque, Forchies-la-Marche et Trazegnies.
Historique du Nord de Charleroi
La plus importante concession, celle de Sart-lez-Moulin est concédée sous Napoléon Ier, par décret impérial du 8 vendémiaire an XIV (30 septembre 1805) et reçoit une extension par arrêté royal du 8 février 1846. Autres concessions : Wiancourt et Grippelotte, Trieu-des-Agneaux, Trieu de la Motte. En 1853, une société se forme pour réunir ces diverses concessions dans un ensemble de 1 104 Ha ; elle est constituée sous le titre de S.A. des Charbonnages du Nord de Charleroi, dont les statuts sont approuvés par arrêté royal du 16 novembre 1853 et dont le siège est établi à Courcelles (Sart-lez-Moulin).
La nouvelle société développe les moyens de production en enfonçant les puits no 4 et 5 et, en 1867, en ouvrant sur la commune de Souvret l'important siège d'extraction no 6 qui porte le nom de Joseph Périer, en souvenir du président du conseil d'administration. Lors de la fusion avec Monceau-Fontaine, les sièges no 3 et 6 restent en activité.

### Dernières années de la Société
Au volet "Ressources humaines", l'immigration commencée après le premier conflit mondial a fait passer le pourcentage de mineurs belges de 97 % en 1922 à 57 % en 1948.
En 1953, la S.A. des Charbonnages de Monceau-Fontaine exploite une concession de 7 260 Ha s'étendant sous 25 localités. La production est assurée par 12 sièges : le no 3 à Courcelles, le no 4 à Monceau, le no 6 à Souvret, les no 8 et 10 à Forchies, le no 14 à Goutroux, le no 17 à Piéton, les no 18 et 19 à Marchienne, le no 23 à Marcinelle et les no 24 et 25 à Couillet. La distance à vol d'oiseau entre les deux sièges extrêmes - le no 17 et le no 24 - est de 16,8 km. Les installations de surface sont concentrées : le Bureau Central à Monceau-sur-Sambre, l'Atelier Central à Forchies et trois Triages-Lavoirs centraux à Monceau, Marcinelle et Courcelles.
Pour l'année 1953, la production totale de la société s'élève à 1 752 000 t, soit 501 000 t de charbon maigre et 1 251 000 t de charbon demi-gras. Dans ses trois usines d'agglomérés, il a été fabriqué 159 000 t de briquettes et 92 000 t de boulets.
En 1958, Monceau Fontaine produit encore 1 398 300 t soit 6 % du total belge; en 1970, 739 000 t soit 6,5 %.
Entre 1956 et 1980, après avoir été gérée par la Société générale de Belgique, elle entre dans le groupe Brederode,les fermetures de puits se succèdent et la fin du puits no 17, le 31 mars 1980, signe la fin de Monceau Fontaine. C'est l'avant-dernière société minière à avoir fermé définitivement ses portes en Wallonie,,,,.

## Développements techniques
En 1826 est creusé le puits no 2, premier puits qui descend sous le niveau de la galerie d'écoulement, que l'on équipe d'une machine d'extraction à vapeur de 12 CV et d'une pompe à vapeur pour permettre l'exploitation sous le niveau de la galerie d'écoulement. Dix ans plus tard, l'exhaure des puits no 2, 3 et 7 est concentrée sur le no 2 ; on remplace alors la pompe à vapeur primitive par une machine d'épuisement de 120 CV. En 1836 et 1837, la société commande en Angleterre une machine d'extraction à vapeur de 40 CV et en Belgique une machine pneumatique pour l'aérage ; en même temps, on construit 2 fours à coke près du puits no 2 ; on établit un chemin de fer à grande section et traction chevaline qui relie le puits no 2 au rivage de la Sambre. L'emplacement du puits no 2 sera occupé plus tard par le bureau central et les magasins généraux.
En 1838, on commence le creusement d'un puits à Forchies ; pour la traversée des morts terrains aquifères, on creuse autour du puits principal de petits puits que l'on épuise au moyen de moulins à bras et d'une petite pompe à vapeur. La même année, on construit un chemin de fer à petite section du puits no 5 au canal de Charleroi à Bruxelles. En 1841, quatre fours à coke sont construits au rivage de la Sambre.
En 1853 (inauguration le 7 novembre 1853), on prolonge jusqu'à Forchies le chemin de fer existant depuis le rivage de la Sambre jusqu'au puits no 7 ; des locomotives remplacent les chevaux. En 1862, l'ingénieur Biernaux établit des sas pour l'extraction par les puits d'air et l'ingénieur Scohy perfectionne la détente des machines d'extraction à vapeur. En 1878, on installe un triage mécanique avec lavoir et une fabrique d'agglomérés au puits no 4 et en 1886, les premiers transports aériens pour les mises à terril des puits no 8 et 10. C'est vers la même époque que l'électricité commence à être employée pour l'éclairage de la surface. En 1900, les premiers compresseurs à air sont installés et, en 1902, les premières pompes centrifuges. En 1903, on entreprend la construction des bains-douches pour ouvriers. Enfin, en 1909, le siège no 19 est construit à Marchienne-au-Pont et, trois ans plus tard la centrale électrique du no 19. Au début du XXe siècle c'est l'ère de la mécanisation, les premiers marteaux piqueurs et haveuses font leur apparition.
Tous les guidonnages employés au début sont en bois mais on les remplace progressivement par des guidonnages en fer. Les châssis à molette sont en bois, sauf ceux des puits no 12 et 14 et du puits d'aérage du no 17 qui est en fer. Les cages peuvent généralement recevoir 4 wagonnets disposés diversement suivant la section du puits. La ventilation régulière est assurée à chaque siège par 2 ventilateurs du système Guibal. L'épuisement des eaux se fait en général à l'aide de tonnes placées dans les cages ou de caisses guidées. Les différents sièges d'extraction sont desservis par 3 puits : un puits d'extraction, un puits d'aérage et un puits aux échelles.
En 1904 la société extrait de cinq puits 580 000 tonnes de charbon, c'est la deuxième plus importante société en termes d'extraction, juste derrière les 600 000 tonnes des Houillères Unies à Gilly.
Après 1918, l'emploi de l'électricité est étendu aux machines d'extraction et un atelier central est établi à Forchies.
En 1929, commence près du puits no 4, la construction d'une installation centrale pour le triage et le lavage des charbons des différents puits, d'une capacité de 5 000 tonnes de charbon par jour ; ces travaux sont poursuivis en 1930, année au cours de laquelle on commence au même endroit la construction d'une nouvelle fabrique d'agglomérés d'une capacité de 900 t. Le Triage Lavoir Central 
 et la fabrique d'agglomérés sont reliés au puits no 4 par des wagonnets et, pour les autres puits, par voie aérienne à l'aide d'un télébenne et plus classiquement par transport ferroviaire via la gare de formation de Monceau.
Au volet "Embranchements ferroviaires", tous les sites sont raccordés au réseau ferré pour écouler leur production, dans quelques cas en prolongement du traînage aérien. La gare de desserte (situation immédiatement après la seconde guerre mondiale) est précisée pour la plupart des puits d'extraction.
Au volet  technique, les étançons métalliques remplacent les bois de mine.

## Principaux puits de la société

### Puitsno1
Une tombe à Courcelles, marquée MF M NC

### Puitsno2
dit "Fosse Léonard" en 1834. Situé à Monceau-sur-Sambre dans le polygone dessiné par les rues de Monceau-Fontaine, A.Barbieux, Sohier, des Piges et du Calvaire. Gare de desserte : Monceau-Usines.

### Puitsno2NC
Une tombe à Courcelles.

### Puitsno3

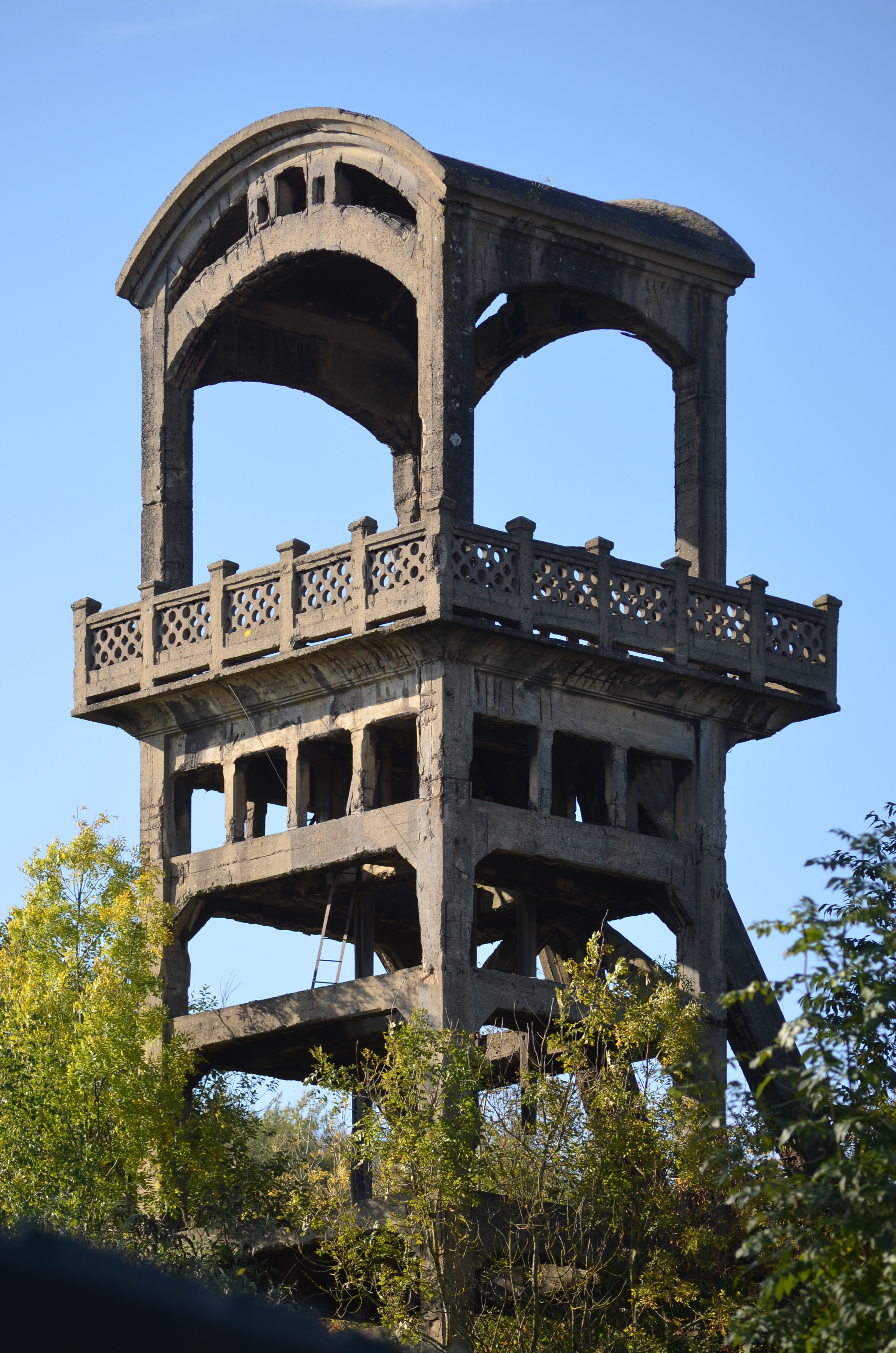
Chevalement subsistant en béton armé remontant aux années 1920 du puits de la Fosse au Bois.

Le puits no 3, dit "Le Petit Martinet" ou "Fosse au Bois" à Roux. Il sert de puits d'exhaure pour le puits no 14 de Goutroux. Il y a 3 puits sur le site : le 3A (aérage) fermé en 1964, le 3B (profondeur: 363 m, fermé en 1979) et le 3C.
Le site est situé à 60 mètres au Nord de la voie ferrée Charleroi - Mons (Ligne 112 Infrabel) et 130 mètres à l'est du passage supérieur de la rue Fosse du bois. Gare de desserte : Monceau-Formation.

### Puitsno3NC
NC pour Nord de Charleroi. Situé à Courcelles, il est creusé en 1850 par la Société de Sart-lez-Moulin, fusionnée avec d'autres concessions, en 1853, dans la S.A. des Charbonnages du Nord de Charleroi. Doublé par un puits d'aérage (3A), au début du XXe siècle, qui ferme en 1955. La dalle du puits 3E (extraction) affiche la date 1978 et mentionne la profondeur de 560 m.

Le site est situé à Courcelles dans le triangle délimité par les rues de Monceau, de Forchies et des quatre seigneuries. Gare de desserte : traînage aérien et voie ferrée vers Monceau-Formation.

### Puitsno4NC
dit "Rianwelz" (NC pour Nord de Charleroi), situé à Courcelles, creusé en 1854 par la S.A. des Charbonnages du Nord de Charleroi (profondeur : 500 m).

### Puitsno4
Situé au Martinet à Monceau, en bordure Ouest de la N.584 (rue de Roux à Monceau) et au Sud de la rue de la ferme. Fermé le 15 juillet 1967, il n'est pas abandonné pour autant et les puits sont maintenus en état de fonctionnement jusqu'en 1979, année de la fermeture du puits no 19. La dalle du puits principal mentionne la profondeur 958 m. Gare de desserte : Monceau-Formation.

### Puitsno6
dit "Joseph Périer" à Souvret, creusé en 1867 par la S.A. des Charbonnages du Nord de Charleroi, fermé le 27 janvier 1967. Sa profondeur se situe entre 460 m et 530 m. Gare de desserte : Courcelles-Centre.

### Puitsno8
Situé à Forchies-la-Marche, au nord du point d'arrêt Infrabel de Forchies (ligne 112), entre les rues Emile Vandervelde, des Prisonniers de guerre et des Trois bonniers. Fermé le 5 avril 1958. Sa profondeur se situe entre 800 m et 900 m. Gare de desserte : Piéton.

### Puitsno9
Siège Conception situé à Mont-sur-Marchienne. Fait partie des Charbonnages de la Réunion, ensuite de Marcinelle-Nord. Cas, fort rare dans la région de Charleroi, de concession superposée attribuée à Marcinelle-Nord (voir acte du 16 janvier 1884). Extraction arrêtée en 1902. Les installations comprennent un atelier de triage et une fabrique de coke ; les produits sont évacués par deux plans inclinés et ensuite par chemin de fer (gare de La Sambre). La dalle du puits d'extraction mentionne la profondeur 1 105 m.

### Puitsno10
Situé à Forchies-la-Marche au nord de la ligne 112 Infrabel et à l'Ouest de la rue Grand Mouligneau. Il comporte 3 puits 10A, 10B et 10C. Il ferme en septembre 1958, reprend du service au début de l'année 1965 et ferme définitivement le 5 mars 1966, mais sert encore au puits no 17 (dernier puits fermé en 1980 du charbonnage de Monceau Fontaine). La profondeur du puits 10C est de 841 m. Les installations sont rasées au début des années 1980. 
Les ateliers centraux de Monceau Fontaine côtoient les puits. Gare de desserte : Piéton.

### Puitsno12
Situé à Goutroux. La profondeur d'exploitation est de 620 m. Gare de desserte : Monceau-Usines (Monceau-Formation à partir de 1964).

### Puitsno14
Situé à Goutroux, entre les rues Jean-Baptiste Cuinié de Goutroux et Charbonnière de Fontaine-l'Évêque, il comporte 2 puits : le puits A d'aérage et le puits B d'extraction. Il est exploité jusqu'à 1 035 m, fermé le 31 août 1972 et rasé en 1974. Les dalles des puits A et B mentionnent la date 1974. Gare de desserte : Monceau-Usines (Monceau-Formation à partir de 1964).

### Puitsno16
Situé à Piéton. La profondeur du puits 16V est de 484 m.

### Puitsno17
Situé à Piéton, au sud de la rue du Beauregard et à l'est de la ligne 112 Infrabel, au Bois des Vallées. C'est le dernier puits exploité par Monceau Fontaine et fermé le 31 mars 1980. La profondeur du puits 17C est de 921 m. Gare de desserte : Piéton.

### Puitsno18
Siège Parent (appelé aussi puits Providence) à la rue des Réunis à Marchienne, à proximité de l'ancienne cokerie et le long du canal. Les deux premiers puits de ce charbonnage sont creusés en 1844, le troisième en 1930. Son nom vient d'un certain Pierre-Joseph Parent, homme d'affaires marchiennois qui avait acheté des bois à La Docherie pour y ériger des cités ouvrières. La profondeur des puits se situe entre 1 220 m et 1 291 m. Particularité principale du siège : il possède trois chevalements, dont le plus grand et plus récent date de 1930. Le 15 avril 1940, il est le théâtre d'un coup de grisou qui fait 26 morts. On le voit apparaître dans le film "L'Étoile du Nord" de Pierre Granier-Deferre (1982) et il sert de décor principal au film "Le Brasier" en 1989. Fermé le 31 mars 1978, il est rasé en 1991,. Gare de desserte : Monceau-Formation.

### Puitsno19

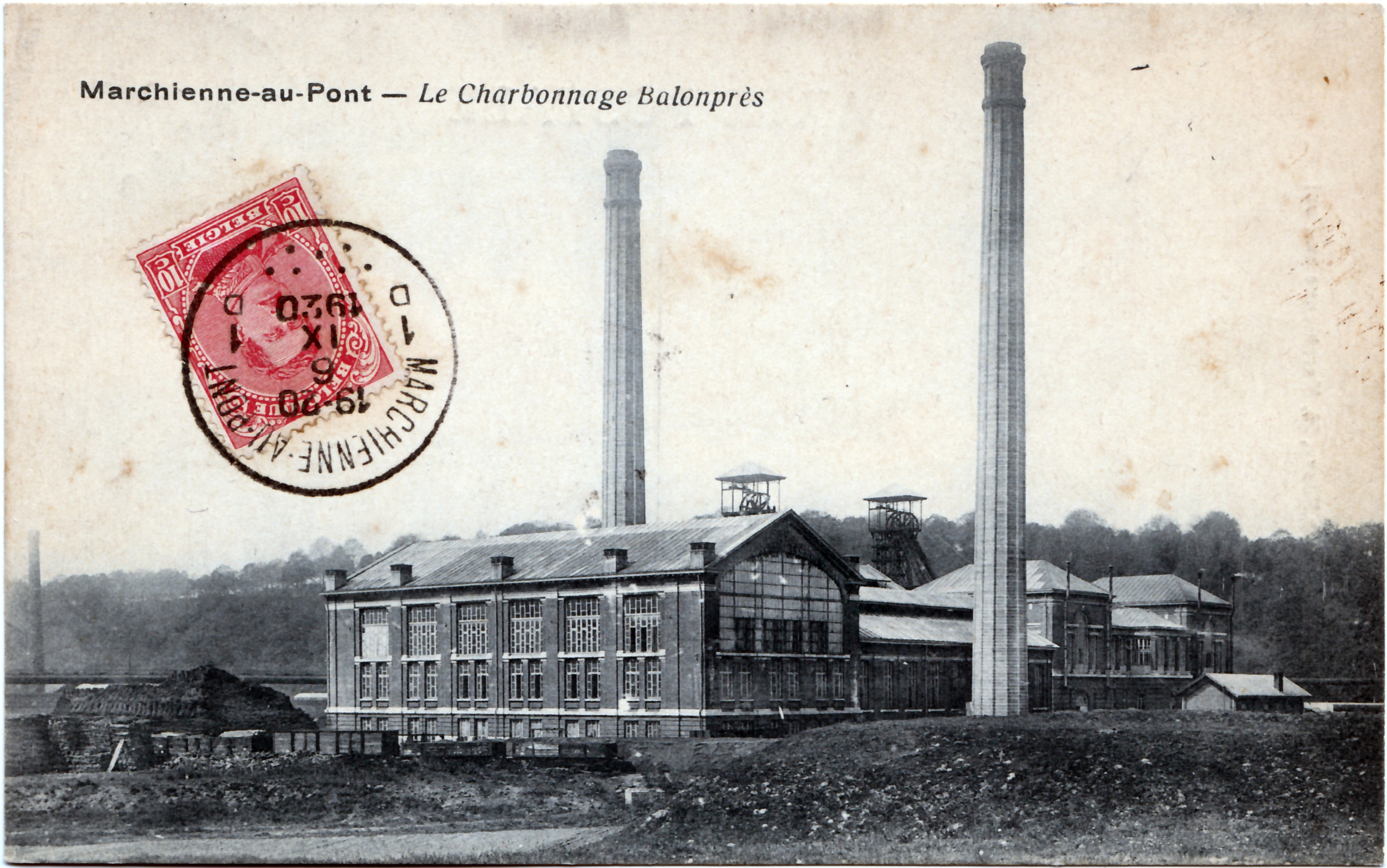
Les puits sur une carte postale oblitérée en 1920.

Les Bas Longs Prés à Marchienne, situé à la limite de Marchienne et Montigny-le-Tilleul, est parmi les plus profonds d'Europe, on l'exploite jusqu'à 1 455 mètres de profondeur; cependant, les tombes des puits A et B mentionnent la profondeur de 1 370 m. Mis en service au lendemain de la Première Guerre mondiale, il ne tarde pas à devenir un des sièges principaux de la société. Le 7 février 1932, 17 mineurs y perdent la vie. L'extraction en est fortement mécanisée dès les années 1950, ce qui permet la production de plus de 1 000 tonnes nettes par jour. Certaines veines ont une ouverture de trois mètres, ce qui, aux dires d'un ancien mineur de ce charbonnage, pose problème, car personne dans le bassin de Charleroi n'est habitué à travailler dans des chantiers ayant de telles hauteurs. La richesse des veines, alliée à la relative modernité des installations de fond ou de surface désignent le puits no 19 comme le dernier charbonnage de Monceau-Fontaine à devoir fermer ses portes au 31 mars 1980.
La naissance d'un mouvement de protestation contre la fermeture et des voix de plus en plus nombreuses en faveur de la poursuite des activités au-delà de la date fatidique incitent sans doute les responsables à avancer d'un an la fermeture qui a lieu le 31 mars 1979. À sa fermeture, le no 19 devient un captage de grisou jusqu'en 1991. Pour ce faire, on rend étanches les deux puits en les recouvrant d'une dalle de béton au travers de laquelle on fait passer des conduites. Les compresseurs, initialement dévolus à la fourniture d'air comprimé aux travaux souterrains, sont astucieusement et économiquement modifiés pour devenir des pompes à grisou. Gare de desserte : Marchienne-Zone.

### Puitsno21
Situé à Marcinelle au lieu-dit "Cherbois", creusé par "Les Usines et Charbonnages de Marcinelle-Nord et Couillet" (sous le patronage de la Société Générale), mis en activité en 1846 sous l'appellation no 11 de Marcinelle-Nord, numéroté 21 en 1931 quand les Charbonnages de Marcinelle-Nord fusionnent avec La S.A. des Charbonnages de Monceau Fontaine. Gare de desserte : Charleroi-Sud.

### Puitsno22
à Mont-sur-Marchienne, creusé en 1861 par Les Usines et Charbonnages de Marcinelle-Nord et Couillet (sous le patronage de la Société Générale), mis en activité sous l'appellation no 12 de Marcinelle-Nord, numéroté 22 en 1931 quand les Charbonnages de Marcinelle-Nord fusionnent avec La S.A. des Charbonnages de Monceau Fontaine. La dalle du puits d'extraction mentionne la profondeur de 1 058 m. Gare de desserte : Hauchies.

### Puitsno23
dit "Le Cerisier", creusé près de la cité de l'enfance en bordure de l'avenue Mascaux, exploité par les Charbonnages de la Réunion à Mont-sur-Marchienne, acquis en 1884 par la S.A. des Charbonnages de Marcinelle-Nord sous l'appellation no 10 de Marcinelle-Nord, numéroté 23 en 1931 quand les Charbonnages de Marcinelle-Nord fusionnent avec la S.A. des Charbonnages de Monceau Fontaine, fermé le 17 juillet 1966. Les dalles des puits N et S mentionnent une profondeur de 1 254 m et 1 236 m. Gares de desserte : Marcinelle-Haies et Hauchies.

### Puitsno24
dit "Le Fiestaux", situé à Couillet près du parc Solvay en bordure de la rue de Villers, creusé en 1840par les Charbonnages du Fiestaux à Couillet, acquis en 1882 par la S.A. des Charbonnages de Marcinelle-Nord sous l'appellation no 4 de Marcinelle-Nord, numéroté 24 en 1931 quand les Charbonnages de Marcinelle-Nord fusionnent avec la S.A. des Charbonnages de Monceau Fontaine, exploité jusqu'à 1 027 m, fermé le 31 décembre 1958. Il communiquait par une galerie à -797 m. avec le puits no 25. Gare de desserte : Couillet-Montignies.

### Puitsno25

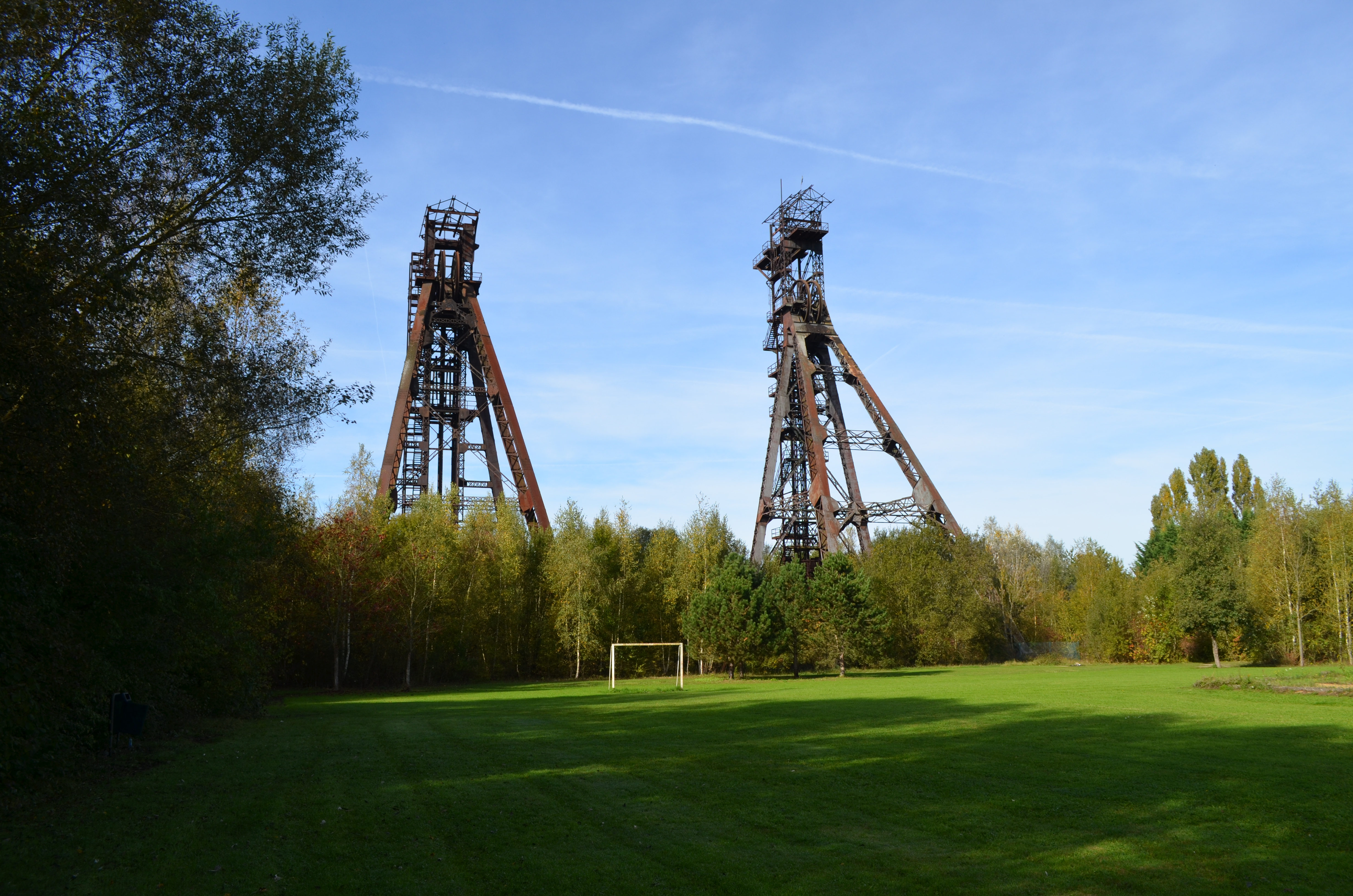
Chevalements du Pèchon à Couillet.

Dit "Le Pèchon", situé à Couillet et Marcinelle, entre la ligne 130 Infrabel et l'atelier SNCB de Charleroi-Sud-Quai, dénommé no 5 "Blanchisserie" de la S.A. des Charbonnages de Marcinelle-Nord, numéroté 25 après sa fusion en 1931 avec la S.A. des Charbonnages de Monceau Fontaine, fermé le 31 mars 1975. Il communiquait par une galerie à -797 m. avec le puits no 24. La profondeur maximale d'exploitation a atteint 1 220 m. Il en subsiste 2 chevalements.
Dans ce siège se déroule en 1972 le dernier grand accident minier de la Wallonie : un dégagement instantané de grisou cause la mort de six mineurs à front d'une galerie, située en veine A. Gare de desserte : Charleroi-Sud-Quai et Hauchies.

### Puits Forêt
Situé à Mont-sur-Marchienne. Fait partie, en 1885, de la section Mont-sur-Marchienne des Charbonnages du Nord de Marcinelle. Devient un puits d'épuisement du puits d'extraction no 9 "Conception".

### Puits Saint Joseph
Situé à Mont-sur-Marchienne. Fait partie, en 1885, de la section Mont-sur-Marchienne des Charbonnages du Nord de Marcinelle. La profondeur du puits d'extraction est de 845 m. Il a été affecté ultérieurement à l'exhaure par cage,.

## Vestiges
- MF pour Monceau Fontaine
- MFMNC pour Monceau Fontaine Marcinelle Nord Charleroi
- MFNC pour Monceau Fontaine Nord Charleroi
- Un numéro chiffré : Puits N°3
- Un numéro lettré : Puits A/B/C/...
- La caractéristique du puits : Puits E (extraction), Puits A (aération), Puits V (ventilation)
- La profondeur atteinte du puits.
- L'année de la tombe[44].